# Galerna (S-71)
El Galerna (S-71) es un submarino de la clase Agosta perteneciente a la Armada española. Fue construido en los astilleros de Bazán, Cartagena.

## Historia

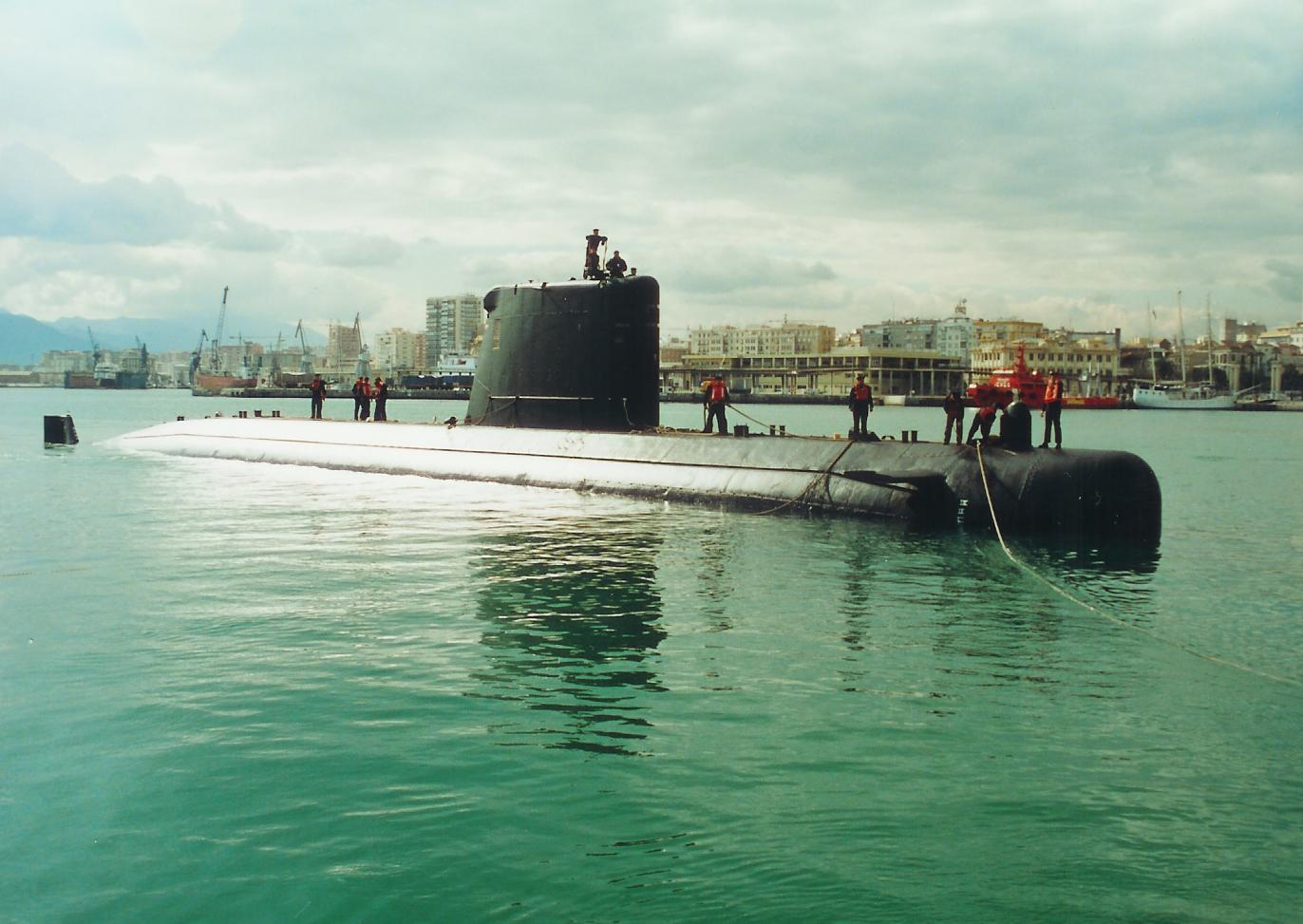
El submarino Galerna (S-71) efectuando la maniobra de atraque en el puerto de Málaga en 2001.

El Galerna fue botado el 5 de diciembre de 1981 y entregado a la Armada el 21 de enero de 1983.
Este submarino, al igual que los de su clase, tenía una vida proyectada de 30 años, pero debido a los retrasos en el programa de la Clase S-80 ha sufrido numerosas reparaciones y se preveía que en el verano de 2017, se volviera a realizar otra gran carena (sería la 5ª) para poner a punto los submarinos y alargar la vida de estos hasta la entrega de la nueva generación, que llegarían entre 2021 y 2028. Se prevía que dicha gran carena finalice en el segundo semestre de 2021.
El 8 de octubre de 2021 volvió a ponerse a flote, estando totalmente operativo desde octubre de 2022 y su vida operativa tras esta última carena durará hasta 2028.

### Buques de la clase
- Siroco (S-72)
- Mistral (S-73)
- Tramontana (S-74)

### Buques similares
- Clase Daphne

### Listas relacionadas
- Submarinos de la Armada Española